# Theodoros Bafaloukos
Theodoros Bafaloukos (18 de maig de 1946 – 2016) va ser un director, guionista i dissenyador de producció de Grècia conegut pel seu treball a Jamaica i als Estats Units. Va dirigir Rockers, la pel·lícula dels anys 70 sobre música i cultura jamaicanes.
Bafaloukos va néixer a l'illa d'Andros a Grècia. Va viatjar a Jamaica com a fotògraf el 1975, on va ser detingut breument sota sospita de ser un espia de la CIA. Va viure a l'illa i es va fer amic d'Augustus Pablo que apareix a la pel·lícula. La pel·lícula es va convertir en un clàssic influent. TimeOut l'anomenava una variant de Trenchtown de la història de Robin Hood. Es va estrenar al Festival Internacional de Cinema de San Francisco el 1978 i fou exhibida al Festival Internacional de Cinema de Canes el mateix any que Apocalypse Now. Va ser rebuda amb entusiasme. Le Monde va dir que no era una pel·lícula sinó una obra d'art.
Bafaloukos també va fer vídeos musicals i va ser dissenyador de producció per a Barry Levinson, Errol Morris i Jonathan Demme. Va ser director d'art del vídeo musical Amazing (1993) d'Aerosmith amb Alicia Silverstone.
Bafaloukos apareix com George a la pel·lícula de Barry Levinson de 1982 Diner i va ser consultor creatiu de la pel·lícula.

## Filmografia
- Fog of War, disseny de producció[7]